# Anaclastis
Anaclastis là một chi bướm đêm thuộc họ Crambidae.